# وي بيلد
وي بيلد هي مجموعة صناعية إيطالية متخصصة في أعمال البناء والهندسة المدنية مقرها في ميلانو. تأسست الشركة رسميًا في عام 2014.